# Unterseeboot 763
L'Unterseeboot 763 ou U-763 est un sous-marin allemand (U-Boot) de type VIIC utilisé par la Kriegsmarine pendant la Seconde Guerre mondiale.
Le sous-marin fut commandé le 15 août 1940 à Wilhelmshaven (Kriegsmarinewerft), sa quille fut posée le 21 janvier 1941, il fut lancé le 16 janvier 1943 et mis en service le 13 mars 1943, sous le commandement de l'Oberleutnant zur See Ernst Cordes.
Il est détruit à Königsberg, en janvier 1945.

## Conception
Unterseeboot type VII, l'U-763 avait un déplacement de 769 tonnes en surface et 871 tonnes en plongée. Il avait une longueur totale de 67,10 m, un maître-bau de 6,20 m, une hauteur de 9,60 m et un tirant d'eau de 4,74 m. Le sous-marin était propulsé par deux hélices de 1,23 m, deux moteurs diesel Germaniawerft M6V 40/46 de 6 cylindres en ligne de 1 400 cv à 470 tr/min, produisant un total de 2 060 à 2 350 kW en surface et de deux moteurs électriques Brown, Boveri & Cie GG UB 720/8 de 375 cv à 295 tr/min, produisant un total 550 kW, en plongée. Le sous-marin avait une vitesse en surface de 17,7 nœuds (32,8 km/h) et une vitesse de 7,6 nœuds (14,1 km/h) en plongée. Immergé, il avait un rayon d'action de 80 milles marins (150 km) à 4 nœuds (7,4 km/h; 4,6 milles par heure) et pouvait atteindre une profondeur de 230 m. En surface son rayon d'action était de 8 500 milles nautiques (soit 15 700 km) à 10 nœuds (19 km/h).
 L'U-763 était équipé de cinq tubes lance-torpilles de 53,3 cm (quatre montés à l'avant et un à l'arrière) qui contenait quatorze torpilles. Il était équipé d'un canon de 8,8 cm SK C/35 (220 coups) et d'un canon antiaérien de 20 mm Flak. Il pouvait transporter 26 mines TMA ou 39 mines TMB. Son équipage comprenait 4 officiers et 40 à 56 sous-mariniers.

## Historique
Il reçut sa formation de base au sein de la 8. Unterseebootsflottille jusqu'au 31 octobre 1943, puis il intégra sa formation de combat dans la 3. Unterseebootsflottille. À partir du 1er octobre 1944, il fut affecté dans la 33. Unterseebootsflottille puis dans la 24. Unterseebootsflottille comme formation d'entrainement des équipages.
Il quitte Kiel en Allemagne pour sa première patrouille sous les ordres du Kapitänleutnant Ernst Cordes le 14  décembre 1943. L'U-763 est utilisé à des fonctions d'observations météorologiques tout au long de cette patrouille. C'est le premier bateau à être équipé d'un radar de recherche Hohentwiel. Craignant que l'aviation alliée puisse détecter son rayonnement, le commandant ne l'utilise pas dans les zones dangereuses (ligne GIUK et Golfe de Gascogne). Sur la route du retour, il est attaqué le 4 février par un avion britannique puis le lendemain, dans le golfe de Gascogne, par un avion bombardier Halifax du Sqn 502. L'avion est abattu.
Sa deuxième patrouille d'une durée de neuf jours, l'emmène dans le golfe de Gascogne.
L'U-763 quitte La Pallice le 10 juin 1944 pour la Manche. L'U-763 dispose d'un schnorchel. Durant la nuit du 22 au 23 juin 1944, il attaque sans succès un groupe de recherche[Quoi ?] avec deux torpilles. Dans la soirée du 5 juillet 1944, il attaque le convoi ETC-26 au nord-est de la pointe de Barfleur. Dans la soirée, le sous-marin envoie par le fond un navire marchand norvégien. Plus tard, le soir même, il lance des attaques infructueuses contre deux navires et un destroyer, après quoi il est chassé pendant trente heures. L'équipage respire mal, dans l'air vicié par le manque de renouvellement. Pendant la plongée, 364 charges de profondeur sont dénombrées, dont 252 dans le proche voisinage du bateau. Quand les attaques cessent, le commandant est incapable de calculer sa position, le bateau ayant dérivé.
 Dans les premières heures du 8 juillet 1944, il revient à la surface pour faire le point et à partir d'observations de navires de guerre ancrés, l'équipage se rend compte qu'il est à proximité de la base de la Royal Navy de Spithead. L'U-763 plonge de nouveau et reste au fond toute la journée du 9 juillet 1944. Il s'éloigne en fin d'après-midi et atteint les eaux profondes. Deux jours plus tard, il attaque sans succès un destroyer d'escorte au sud-sud-ouest de Plymouth. Le sous-marin fait ensuite route vers la France qu'il atteint le 15 juillet 1944.
En août 1944, le Leutnant Kurt Braun prend le commandement de l'U-763. Le 9 août, le sous-marin fait une sortie en mer de six jours.
Pour sa quatrième patrouille, l'U-763 quitte La Pallice le 23 août pour la Norvège. Il est l'un des dix-huit bateaux qui quittent les bases françaises à partir de la mi-août 1944. Approchant de Bergen, il est repéré en surface le 24 septembre 1944 par le projecteur anti-sous-marin d'un avion bombardier Liberator du Sqn 224. Le submersible ne prend aucune mesure d'évitement et n'ouvre pas le feu contre l'appareil. Des charges de profondeur lui sont lancées, la poupe de l'U-763 se soulève hors de l'eau, puis le bateau plonge. Il arrive endommagé à Bergen.
Le 6 octobre 1944, le sous-marin quitte Bergen pour Flensburg (Allemagne). Deux jours plus tard, il est endommagé par une mine dans le Skagerrak. Il part  à Königsberg pour y effectuer des réparations.
L'U-763 est détruit le 29 janvier 1945 au chantier naval de Schichau à Königsberg, étant gravement endommagé à la position 54° 42′ N, 20° 32′ E par les bombes d'un assaut aérien soviétique le 24 janvier.
La quasi-totalité des membres d'équipage est transférée à l'U-1195, qui coule en avril 1945.

## Affectations
- 8. Unterseebootsflottille du 13 mars 1943 au 31 octobre 1943 (Période de formation).
- 3. Unterseebootsflottille du 1er novembre 1943 au 30 septembre 1944 (Unité combattante).
- 33. Unterseebootsflottille du 1er octobre 1944 au 31 octobre 1944 (Unité combattante).
- 24. Unterseebootsflottille du 1er novembre 1944 au 29 janvier 1945 (Unité combattante).

## Commandement
- Kapitänleutnant Ernst Cordes du 13 mars 1943 au 31 octobre 1944 (Croix allemande).
- Leutnant zur See Kurt Braun d'août 1944 à octobre 1944.
- Oberleutnant zur See Karl-Heinz Schröter du 1er novembre 1944 au 29 janvier 1945.

## Patrouilles
|       | Commandant          | Départ           | Départ     | Arrivée           | Arrivée    | Jours     | Succès  |
| ----- | ------------------- | ---------------- | ---------- | ----------------- | ---------- | --------- | ------- |
| 1     | Kptlt. Ernst Cordes | 14 décembre 1943 | Kiel       | 7 février 1944    | La Pallice | 56 jours  |         |
| 2     | Kptlt. Ernst Cordes | 19 mars 1944     | La Pallice | 27 mars 1944      | La Pallice | 9 jours   |         |
| 3     | Kptlt. Ernst Cordes | 10 juin 1944     | La Pallice | 15 juillet 1944   | Brest      | 36 jours  | 1 927   |
|       | Ltn. Kurt Braun     | 9 août 1944      | Brest      | 14 août 1944      | La Pallice | 6 jours   |         |
| 4     | Ltn. Kurt Braun     | 23 août 1944     | La Pallice | 25 septembre 1944 | Bergen     | 34 jours  |         |
|       | Ltn. Kurt Braun     | 6 octobre 1944   | Bergen     | 11 octobre 1944   | Flensburg  | 6 jours   |         |
| Total | Total               | Total            | Total      | Total             | Total      | 135 jours | 1 927 t |

Note : Kptlt. = Kapitänleutnant - Ltn. = Leutnant zur See

### Opérations Wolfpack
L'U-763 a opéré avec les Wolfpacks (meute de loups) durant sa carrière opérationnelle.
- Rügen 3 (28-31 décembre 1943)

## Navire coulé
L'U-763 a coulé 1 navire marchand de 1 927 tonneaux au cours des 4 patrouilles (135 jours en mer) qu'il effectua.
| Date           | Nom         | Nationalité | Tonnage | Convoi | Fait  | Localisation        |
| -------------- | ----------- | ----------- | ------- | ------ | ----- | ------------------- |
| 5 juillet 1944 | Glendinning | Royaume-Uni | 1 927   | FTC-27 | Coulé | 50° 32′ N, 0° 22′ O |